# Simon (film 1980)
Simon è un film statunitense del 1980 scritto e diretto da Marshall Brickman.

## Trama
Un gruppo di scienziati in un centro di ricerca sulla psicologia avanzata convincono Simon Mendelssohn, abbandonato alla nascita, di essere di origine extraterrestre.